# Entalinopsis micra
Entalinopsis micra är en blötdjursart som beskrevs av Victor Scarabino 1995. Entalinopsis micra ingår i släktet Entalinopsis och familjen Entalinidae. Inga underarter finns listade i Catalogue of Life.